# Dècim Juni Brutus Gal·laic

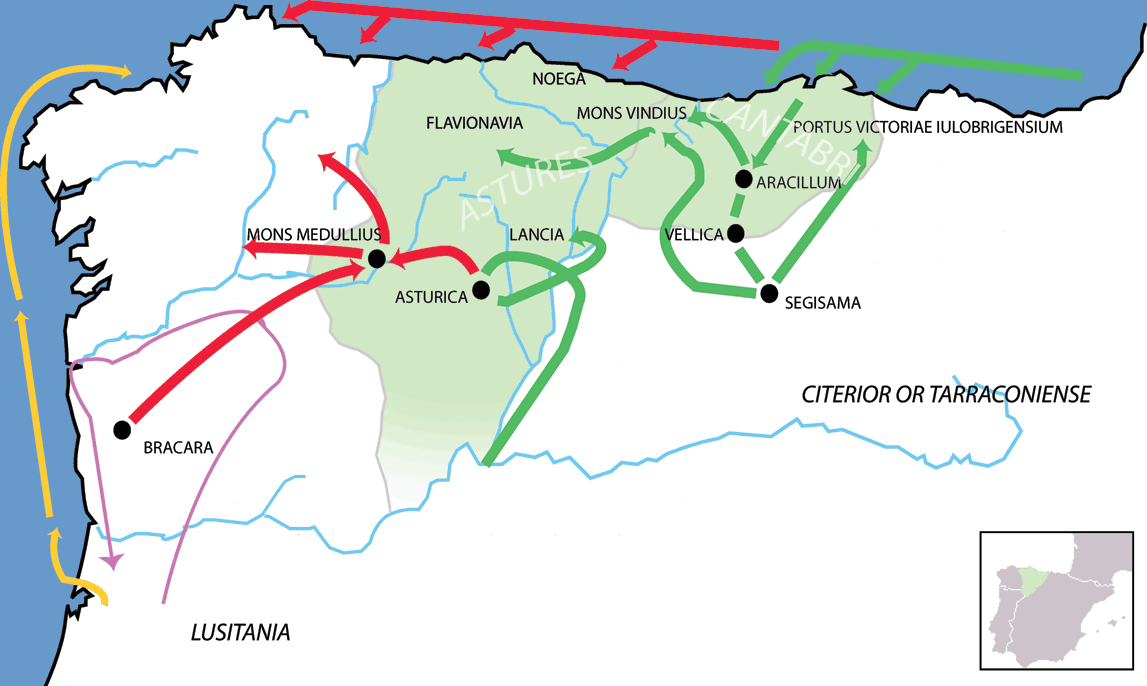
Operacions militars romanes al nord-oest de la península Ibèrica. La línia porpra marca la campanya de Brutus l'any.

Dècim Juni Brutus Gal·laic (en llatí: Decimus Junius M. f. M. n. Brutus Gallaicus; 180-120 aC) va ser un general i polític romà que liderà les tropes romanes en la campanya de conquesta de Gal·lècia i el nord de la Lusitània. Era fill del cònsol Marc Juni Brutus, vencedor sobre els istris, i germà del jurista Marc Juni Brutus. Va ser contemporani dels Gracs i un dels més importants generals del partit aristocràtic. Formava part de la gens Júnia, i era de la branca dels Juni Brutus, d'ascendència plebea.

## Biografia
Va ser cònsol l'any 138 aC junt amb Publi Corneli Escipió Nasica i es va oposar als tribuns de la plebs. Va rebutjar portar al senat una proposta per comprar gra pel poble i, quan els tribuns van demanar poder per eximir deu persones dels deures militars, ell i el seu col·lega els varen refusar aquest privilegi. Per això, van ser acusats i portats a presó pel tribú Gai Curiaci.
A continuació, va rebre la província d'Hispània Ulterior com a procònsol (137 aC), i allí va repartir terres a aquells que havien servit amb Viriat, amb l'objecte de pacificar el país, i va fundar la ciutat de València. Com que a la Lusitània continuaven les accions de grups de bandits i tribus insurrectes, va assolar el territori, va ocupar nombroses ciutats i va arribar fins al riu Limia, que les tribus gal·laiques deien Bèlion. Els soldats renunciaren a continuar endavant, perquè deien que era el llegendari riu Leteu o riu de l'Oblit (en llatí: Oblivio), i que si el travessaven oblidarien la seua identitat i la seua pàtria. Brutus va agafar l'estendard del portaestendard i va travessar el riu tot sol, i de l'altra riba va cridar un a un i pel seu nom els seus soldats per a convèncer-los que no havia oblidat res i poder prosseguir la campanya. Va arribar fins al riu Minius, i va continuar la seva marxa fins a l'oceà. Va sotmetre nombroses tribus com els bràcars, que eren els més guerrers, i els gal·laics, que tenien un exèrcit de seixanta mil homes, els quals va derrotar. Aquest fet li va valer el sobrenom de Gal·laic. La feina de submissió va resultar lenta, car moltes ciutats es revoltaven quan en sortien els soldats, i entre aquestes es menciona Talabriga.

L'historiador Orosi narra aquesta campanya en les seves cròniques. Brutus va ser el primer general romà que va arribar a Gal·lècia, cap al 137 aC. Ovidi, el poeta, va contar així aquella trobada: 
| « | ...per aquell temps, Brutus va prendre com a sobrenom el del seu enemic gal·laic i va tenyir de sang la terra hispana. | » |

Després de la campanya, el seu parent Marc Emili Lèpid Porcina el va cridar a la Hispània Citerior, i d'allí va passar a Roma, on va celebrar un esplèndid triomf (136 aC). Amb el botí obtingut a Hispània, Brutus va erigir temples i edificis públics.
L'any 129 aC va servir amb Gai Semproni Tudità contra els iàpides, i encara va obtenir una victòria i va compensar les pèrdues que el cònsol havia tingut al començament de la campanya.

## Transcendència
El pas del Límia ha donat lloc a una festa de recreació històrica, la Festa do Esquecemento.
Brutus, segons Ciceró, va ser patró del poeta i dramaturg Luci Acci, i, en el seu temps, va conèixer molt bé la literatura grega i romana. També era bo en l'oratòria. Ciceró diu també que va ser àugur. La seva dona es deia probablement Clòdia, i va ser la mare de Dècim Juni Brutus, que va ser cònsol l'any 77 aC.